# میشن بی (فلوریدا)
میشن بی (به انگلیسی: Mission Bay) یک منطقهٔ مسکونی در ایالات متحده آمریکا است که در شهرستان پام بیچ، فلوریدا واقع شده‌است. میشن بی ۲٫۰ کیلومتر مربع مساحت و ۲٬۹۲۶ نفر جمعیت دارد و ۴ متر بالاتر از سطح دریا قرار دارد.